# شون سبنسر
شون سبنسر (بالإنجليزية: Sean Spencer) (25 يونيو 1987 في الولايات المتحدة - ) هو فنان قتال مختلط وملاكم أمريكي.

## روابط خارجية
- شون سبنسر على موقع IMDb (الإنجليزية)
- شون سبنسر على موقع بيلاتور (الإنجليزية)
- شون سبنسر على موقع شيردوغ (الإنجليزية)